# 湖南市立菩提寺小学校
湖南市立菩提寺小学校（こなんしりつ ぼだいじしょうがっこう）は、滋賀県湖南市菩提寺にある市立の小学校。

## 所在地
- 滋賀県湖南市菩提寺1583-270

## 概要
湖南市の北西部、菩提寺山の東麓に位置する。

## 沿革
菩提寺小学校自体は1980年(昭和55年)に岩根小学校から分離した学校で歴史は比較的浅いが、菩提寺小学校の前身である、岩根小学校の菩提寺分校はこれより古くから存在していた。ここでは分校時代からの沿革も含め記載する。

### 年表
- 1875年(明治8年) - 甲一学校と呼ばれる学校が菩提寺地区に存在[2]。
- 1886年 - 尋常科岩根小学校の菩提寺支校ができる。
- 1892年 - 菩提寺支校は岩根西尋常小学校となる。
- 1908年 - 岩根西尋常小学校は菩提寺分教場となる。
- 1941年(昭和16年) - 菩提寺分教場は岩根国民学校の菩提寺分校となる。
- 1947年 - 岩根村立岩根小学校の菩提寺分校となる。
- 1955年4月10日 - 甲賀郡岩根村と三雲村が合併して甲西町が発足。甲西町立岩根小学校の菩提寺分校となる。
- 1980年4月1日 - 甲西町立岩根小学校より分離し、甲西町立菩提寺小学校が開校。
- 1980年6月15日 - 校舎改築完成。この日を創立記念日とする。
- 1980年12月25日 - 体育館・校舎竣工式
- 1981年7月25日 - プール竣工式・プール開き。
- 1995年(平成7年)4月 - 菩提寺北小学校を分離。
- 2004年10月1日 - 甲賀郡甲西町と石部町が合併し湖南市発足。湖南市立菩提寺小学校となる。
- 2015年4月1日 - コミュニティ・スクール導入

1980年以前の沿革は湖南市立岩根小学校 教育方針・歴史を、1980年以降の沿革は湖南市立菩提寺小学校 学校の沿革を参照されたい。

## 教育方針
学校教育目標は、「ふるさとを愛し、力を合わせて、目標に向かってチャレンジする子どもの育成」としている。

## 校区
菩提寺、北山台一丁目、北山台二丁目、北山台三丁目、北山台四丁目、菩提寺東一丁目、菩提寺東二丁目、菩提寺東三丁目、菩提寺東四丁目、菩提寺西一丁目、菩提寺西二丁目、菩提寺西三丁目、菩提寺西四丁目、菩提寺西五丁目、菩提寺西六丁目、菩提寺西七丁目、菩提寺北三丁目の一部、菩提寺北四丁目の一部、正福寺の一部

## 主な進学先
- 湖南市立甲西北中学校[4]

## 学区内の主な施設
- 生田病院
- 社会福祉法人 菩提寺くじらこども園
- 菩提寺優愛保育園モンチ
- 共進のほいくえんHOPPA菩提寺西
- 甲西菩提寺郵便局
- 湖南市立菩提寺まちづくりセンター

## 交通
JR草津線石部駅で下車し、湖南市コミュニティバス菩提寺線乗車、菩提寺小学校バス停下車。